# Versailles
Versailles (kiejtés: [vɛʁsaj], kb. „verszáj”), francia város Île-de-France régióban, Yvelines megye székhelye. Korábban a Francia Királyság de facto fővárosa, napjainkban Párizs egyik gazdag elővárosa, és fontos adminisztratív és bírósági központ. A Párizs környéki agglomeráció nyugati részén fekszik, a főváros központjától 17,1 km-re.
A város lakóinak száma 2011-ben 86 307 fő volt.
Versailles világhírű a versailles-i kastélyról, melynek előudvarából nőtte ki magát a város.

## A hatalom székhelye
1682 májusától (amikor XIV. Lajos teljesen áthelyezte a királyi udvart és a kormányt a versailles-i kastélyba, 1715 szeptemberéig, majd 1722 júniusától 1789 októberéig Versailles volt a Francia Királyság nem hivatalos fővárosa. A hivatalos főváros mindvégig Párizs maradt, és a Louvre (majd a Tuileriák palotája) volt a hivatalos királyi székhely, de a kormányzati ügyeket a versailles-i kastélyból irányították, és a várost tekintették az „igazi” fővárosnak.
1871 márciusától (amikor a francia kormány a Párizsi Kommün felkelése miatt menedéket kért ott) Versailles újra Franciaország nem hivatalos fővárosa lett 1879 novemberéig, amikor az újonnan megválasztott baloldali republikánusok visszahelyezték a kormányt és a parlamentet Párizsba.
Az 1960-as években a Párizst körülvevő elővárosok (banlieues) növekedésével Seine-et-Oise megye (département) lakossága elérte a csaknem 3 millió főt. Ezt túl nagynak és irányíthatatlannak ítélték, ezért 1968 januárjában három département-re osztották fel. Versailles az új Yvelines megye székhelye lett, amelynek területét Seine-et-Oise megye legnagyobb részéből hasították ki. Az 1999-es népszámláláskor az új Yvelines megyének (département-nak) 1 354 304 lakosa volt.
Versailles a székhelye a Versailles-i egyházmegyének, melyet 1790-ben alapítottak, s alá van rendelve Párizsi főegyházmegyének.

## Földrajz
Versailles 17,1 kilométerrel délnyugatra Párizs központjától, egy fennsíkon fekszik, 130-140 méter tengerszint feletti magasságban (míg Párizs központja 33 méter magasan van), erdős dombokkal körbevéve.
Versailles egy 26,18 km²-es területen fekszik, amely Párizs területének a negyede.

 1999-ben a népsűrűsége 3,275 fő/km² volt, míg Párizsnak 20,164 fő/km².

## Megközelíthetőség
Versailles-t a Versailles - Chantiers állomás szolgálja ki, amely egy csomópont a párizsi C RER-vonalon, a La Défense helyiérdekű vasútvonalon, a Párizs - Montparnasse helyiérdekű vasútvonalon és számos nemzeti vasútvonalon, beleértve a ritkább TGV szolgáltatást.
Versailles-t két másik állomás is kiszolgálja a Párizsi C RER-vonalon: Versailles-Château – Rive-Gauche (a Versailles-i palotához legközelebbi állomás, és ezért a turisták által leggyakrabban használt állomás) valamint a Porchefontaine.
Ezenkívül a Párizs - Saint-Lazare helyiérdekű vasútvonal két állomása is kiszolgálja: Versailles-Rive-Droite és Montreuil.

## Oktatás
- Versailles–Saint-Quentin-en-Yvelines-i Egyetem

## Testvérvárosok
- Tajpej, Tajvan
- Canberra, Ausztrália
- Puskin, Oroszország
- Nara, Japán
- Gießen, Németország